# Municipio de Ramos Arizpe
El municipio de Ramos Arizpe es uno de los 38 municipios en que se encuentra dividido para su régimen interior el estado mexicano de Coahuila de Zaragoza. Se encuentra al sureste del territorio y su cabecera municipal es la ciudad de Ramos Arizpe.

## Geografía
El territorio del municipio de Ramos Arizpe se encuentra localizado al sureste del estado de Coahuila y en sus límites con el de Nuevo León. Tiene una extensión territorial de 6,767.357 kilómetros cuadrados que representan el 4.4% del territorio estatal y sus coordenadas geográficas extremas son 25° 27' - 26° 24' de latitud norte y 101° 54' - 100° 33' de longitud oeste. Su altitud fluctúa entre un máximo de 2,900 y un mínimo de 700 metros sobre el nivel del mar.
El municipio limita al norte con el municipio de Castaños y el municipio de Cuatro Ciénegas, al oeste con el municipio de Parras y al suroeste con el municipio de General Cepeda; al sur limita con el municipio de Saltillo y al sureste con el municipio de Arteaga. Al este limita con municipios del estado de Nuevo León: Mina, García y Santa Catarina.

### Orografía
En el lado oeste del municipio se encuentra la Sierra de la Paila, abarcando todo el suroeste y gran parte del noroeste del municipio. Al este se encuentran Sierra el Espinazo de Ambrosio y Sierra La Azufrosa en los límites con Nuevo León.

## Localidades
En el Censo de 2020 el municipio de Ramos Arizpe contaba con 218 localidades.
| Código INEGI      | Localidad         | Población (2020) |
| ----------------- | ----------------- | ---------------- |
| 050270001         | Ramos Arizpe      | 114 010          |
| 050270070         | Paredón           | 1 003            |
| Otras localidades | Otras localidades | 7 230            |
| Total municipal   | Total municipal   | 122 243          |

## Política
El gobierno del municipio de Ramos Arizpe le corresponde a su ayuntamiento, el cual está integrado por el presidente municipal, un síndico y el cabildo conformado por ocho regidores, electos por mayoría relativa. Todos son electos mediante voto universal, directo y secreto para un periodo de cuatro años con posibilidad de ser reelectos por un único periodo inmediato.

### Representación legislativa
Para la elección de diputados locales al Congreso de Coahuila y de diputados federales a la Cámara de Diputados federal, el municipio de Ramos Arizpe se encuentra integrado en los siguientes distritos electorales:
Local:
- Distrito electoral local de 12 de Coahuila con cabecera en Ramos Arizpe.[8]

Federal:
- Distrito electoral federal 8 de Coahuila con cabecera en Ramos Arizpe

### Presidentes municipales
| - Victoriano del Bosque Farías, (1937 - 1938), PNR - Luciano Villasana, (1939 - 1940), PRM - Teodoro González, (1940 - 1942), PRM - Jesus María Farías, (1942 - 1945), PRM - Roberto Gómez D., (1945 - 1948), PRI - Patricio García Gómez, (1948 - 1951), PRI - Pedro Lira del Bosque, (1951 - 1954), PRI - Cresencio Oranday G., (1954 - 1957), PRI - José Antonio Villarreal, (1957 - 1960), PRI - Antonio Flores Castro, (1960 - 1963), PRI - Ramón Saucedo González, (1963 - 1966), PRI - Manuel H. Gil Vara, (1966 - 1969), PRI - Luis Ramos Alvarado, (1969 - 1972), PRI - Erasmo López Villarreal, (1972 - 1975), PRI - Héctor García Villanueva, (1975 - 1978), PRI | - Eufrasio Sandoval Rodríguez, (1978 - 1981), PRI - Roberto Flores Morales, (1981 - 1983), PRI - Erasmo López Villarreal, (1984 - 1986), PARM - Mario Gómez del Bosque, (1987 - 1989), PRI - Antonio Javier Flores Boardman, (1990 - 1992), PRI - Raúl Javier González Flores, (1993 - 1995), PRI - Ernesto Saro Boardman, (1996 - 1999), PAN - Roberto Gutiérrez Morales, (2000 - 2002), PRI - Ernesto Saro Boardman, (2003 - 2005), PAN - Ricardo Flavio Aguirre Gutiérrez, (2006 - 2009), PAN - Ramón Oceguera Rodríguez, (2010 - 2013), PRI - Ricardo Flavio Aguirre Gutiérrez, (2014 - 2017), PRI - Lilia María Flores Boardman, (2018) PRI - José María Morales Padilla, (2019-2021) PRI - José María Morales Padilla, (2022-2024) PRI - Tomás Fausto Gutiérrez Merino, (2025-2027) PRI |